# Arroyo Seco, Xochistlahuaca
Arroyo Seco är en ort i Mexiko.   Den ligger i kommunen Xochistlahuaca och delstaten Guerrero, i den sydöstra delen av landet, 300 km söder om huvudstaden Mexico City. Arroyo Seco ligger 452 meter över havet och antalet invånare är 393.
Terrängen runt Arroyo Seco är huvudsakligen kuperad, men norrut är den bergig. Runt Arroyo Seco är det ganska glesbefolkat, med 50 invånare per kvadratkilometer. Närmaste större samhälle är Santa María Zacatepec, 19,7 km öster om Arroyo Seco. Omgivningarna runt Arroyo Seco är en mosaik av jordbruksmark och naturlig växtlighet.